# Euschistus crassus
Euschistus crassus är en insektsart som beskrevs av William Sweetland Dallas 1851. Euschistus crassus ingår i släktet Euschistus och familjen bärfisar. Inga underarter finns listade i Catalogue of Life.